# Algirdas Bendaravičius
Algirdas Bendaravičius (ur. 13 listopada 1991 w Prenach) – litewski wioślarz.

## Osiągnięcia
- Mistrzostwa Świata Juniorów – Linz 2008 – dwójka podwójna – 2. miejsce[1].
- Mistrzostwa Świata U-23 – Račice 2009 – czwórka podwójna – 13  miejsce[1].
- Mistrzostwa Świata Juniorów – Brive-la-Gaillarde 2009 – dwójka podwójna – 3. miejsce[1].
- Mistrzostwa Europy – Brześć 2009 – czwórka podwójna – 10. miejsce[1].